# نارسيسو يبيس
نارسيسو يبيس (بالإسبانية: Narciso Yepes)‏ (و. 1927 – 1997 م) هو عازف قيثارة، وملحن، وعازف آلة وترية ‏، وعازف الإيتار الكلاسيكي، ومؤلفو موسيقى تصويرية إسباني، ولد في لوركا، مرسية، يستخدم آلات قيثارة، وليوت، توفي في مرسية، عن عمر يناهز 70 عاماً، بسبب لمفوما.

## التعليم
تعلم في المعهد الموسيقي الملكي في مدريد ‏.

## جوائز
حصل على جوائز منها:
- ميدالية الاستحقاق الذهبية في الفنون الجميلة (إسبانيا) (1980).

## وصلات خارجية
- نارسيسو يبيس على موقع IMDb (الإنجليزية)
- نارسيسو يبيس على موقع ميوزك برينز (الإنجليزية)
- نارسيسو يبيس على موقع أول ميوزيك (الإنجليزية)
- نارسيسو يبيس على موقع ديسكوغز (الإنجليزية)
- نارسيسو يبيس على موقع قاعدة بيانات الفيلم (الإنجليزية)
- نارسيسو يبيس في قاعدة بيانات الأفلام على الإنترنت